# René Pape
René Pape (nacido el 4 de septiembre de 1964 en Dresde, Alemania) es un cantante de ópera, con registro vocal de bajo. Está considerado uno de los más completos exponentes del registro actualmente, en la tradición de los bajos y bajo-barítono alemanes como fueron Hans Hotter, Gottlob Frick o Ludwig Weber y sus antecesores coterráneos Kurt Böhme y Theo Adam.

## Trayectoria
De padres separados, su abuela le inculcó el amor por la música. Pape recibió su educación musical en el célebre Dresdner Kreuzchor -Coro de la Cruz - de Dresde y en el Conservatorio de la misma ciudad.
Debutó en la Staatsoper Unter den Linden en 1988, y consiguió reconocimiento internacional en 1995, cuando Sir Georg Solti lo eligió como Sarastro en su producción de La flauta mágica.
En 1991 interpreta la parte del bajo en el Réquiem de Mozart, en misa oficiada en la Catedral de San Esteban de Viena, junto a Arleen Augér, Cecilia Bartoli y el tenor Vinson Cole, bajo la dirección de Sir Georg Solti.
1995 también fue el año de su debut en el Metropolitan Opera, donde ha vuelto cada año desde entonces. Su repertorio incluye virtualmente todos los grandes papeles en alemán para bajo, así como Ramfis en Aida, Felipe II en Don Carlo, Mefistófeles en Fausto, y el rol titular de Boris Godunov.
Pape debutó en el cine en la película de Kenneth Branagh La flauta mágica, producida en 2006.
Pape es especialmente reconocido por sus interpretaciones del repertorio wagneriano. Debutó en 1994 en el Festival de Bayreuth, donde interpretó en cuatro temporadas el papel de Fasolt en El Oro del Rin bajo la batuta de James Levine. Desavenencias con la dirección del Festival en aquel momento le hicieron desistir de seguir acudiendo, regresando dos décadas después, en 2017, como el Rey Marke en Tristán e Isolda bajo la dirección de Christian Thielemann, papel que repitió en 2018.

## Reconocimientos
- 1998 Premio Grammy - Best Opera Recording / Richard Wagner: Die Meistersinger von Nürnberg / Solti
- 2000 Kammersängers , cantante de la corte de Berlín.
- 2001 Cantante del año, Sänger des Jahres de Musical America
- 2003 Premio Grammy - Best Opera Recording / Richard Wagner: Tannhäuser / Barenboim
- 2008 Premio Opera News[3]
- 2009 Premio ECHO-Klassik - "Operneinspielung des Jahres" für "Gods, Kings & Demons"

## Discografía
- Mozart: Requiem, Georg Solti, Decca
- Erich Wolfgang Korngold: Das Wunder der Heliane, Berliner Rundfunk-Sinfonie-Orchester, John Mauceri, Decca.
- Felix Mendelssohn: Die erste Walpurgisnacht, Chamber Orchestra of Europe, Nikolaus Harnoncourt, Teldec.
- Ferruccio Busoni: Turandot, Berliner Rundfunk-Sinfonie-Orchester Gerd Albrecht, Capriccio.
- Richard Wagner: Die Meistersinger von Nürnberg, Bayerischen Staatsoper, Wolfgang Sawallisch.
- Felix Mendelssohn: Antigone, Berliner Rundfunk-Sinfonie-Orchester, Stefan Soltesz, Capriccio.
- Joseph Haydn: The Creation, Chicago Symphony Orchestra Georg Solti, Decca.
- Ferruccio Busoni: Arlecchino,Berliner Rundfunk-Sinfonie-Orchester Gerd Albrecht, Capriccio.
- Beethoven: Missa Solemnis, Berlín Philharmonic, Georg Solti, Decca.
- Richard Wagner: Die Meistersinger von Nürnberg, Chicago Symphony Orchestra Georg Solti, Decca.
- Mahler: Sinfonía 8, Colin Davis, RCA.
- Franz Schmidt: Book of the Seven Seals, Franz Welser-Möst.
- Richard Wagner: Lohengrin, Staatskapelle Berlin Daniel Barenboim, Teldec Classics.
- Beethoven: Symphony no. 9, Dec. 2000, Staatskapelle Berlin conducted by Daniel Barenboim.
- Beethoven: Fidelio, Staatskapelle Berlin Daniel Barenboim, Teldec Classics.
- Richard Wagner: Tannhäuser, Daniel Barenboim, Teldec Classics.
- Torsten Rasch: Mein Herz Brennt, John Carewe, Universal Music/Deutsche Grammophon.
- Mozart: Bastien Und Bastienne, Mas Pommer, Brilliant Classics.
- Richard Wagner: Tristan und Isolde, Antonio Pappano.
- Richard Wagner: Die Walküre, Valery Gergiev.
- Rammstein: Rosenrot Universal.
- Mozart: Das Mozart Album, Claudio Abbado, Deutsche Grammophon.
- Beethoven: Symphony no. 9, O Franz Welser-Möst, Deutsche Grammophon.
- Mozart: Die Zauberflöte, Claudio Abbado, Deutsche Grammophon.
- Gods, Kings & Demons, Sebastian Weigle, Deutsche Grammophon.

## Repertorio
Don Fernando,
Rocco,
Capuleti,
Brander,
Escamillo,
Galitzky,
Frère Laurent,
Méphistophélès ,
Don Alfonso,
Sarastro,
Sprecher,
Don Giovanni,
Leporello,
Masetto,
Figaro,
Boris Godunov,
Bonzo,
Angelotti,
Don Basilio,
Old Hebrew,
Orest,
Gremin,
Il Re,
Ramfis,
Filippo II,
Massimiliano,
Procida,
Banquo,
Fasolt,
Nachtwächter,
Veit Pogner,
Hunding,
König Heinrich,
Gurnemanz,
Landgraf Hermann,
König Marke